# Diarsia esurialis
Diarsia esurialis là một loài bướm đêm thuộc họ Noctuidae. Nó được tìm thấy ở Alaska và British Columbia, phía nam to Washington, Oregon và California.
It is abundant in wet coastal forests.
Sải cánh dài khoảng 33 mm. Con trưởng thành bay vào midsummer.
Ấu trùng ăn the foliage của Corylus và Alnus.